# Primrose (Nebraska)
Primrose è un comune degli Stati Uniti d'America, situato nello Stato del Nebraska, nella contea di Boone.